# 东山塔
东山塔，位于中国广东省河源市连平县元善镇东山顶，为河源市连平县的一个县级文物保护单位，类型为古建筑，公布时间为1985年4月。
东山塔的历史年代为明代。